# فرخ‌آباد (بخش مرکزی دهلران)
فرخ‌آباد، روستایی در دهستان اناران بخش مرکزی شهرستان دهلران در استان ایلام ایران است.

## جمعیت
بر پایه سرشماری عمومی نفوس و مسکن در سال ۱۳۹۵، جمعیت این روستا برابر با ۵۸۴ نفر (۱۳۹ خانوار) بوده‌است.